# Topologia zwarto-otwarta
Topologia zwarto-otwarta jest topologią na zbiorze {\displaystyle Y^{X}} wszystkich przekształceń ciągłych z przestrzeni topologicznej {\displaystyle X} do przestrzeni {\displaystyle Y.} Jej genezą było poszukiwanie takiej topologii na zbiorze {\displaystyle Y^{X}} lub na jakimś wyróżnionym zbiorze {\displaystyle F} ciągłych przekształceń {\displaystyle f\colon X\to Y,} przy której wyrażenie {\displaystyle f(x)} jest funkcją ciągłą względem obu zmiennych: zmiennej {\displaystyle x\in X} i zmiennej {\displaystyle f\in F.} Innymi słowy, chodzi o taką topologię na {\displaystyle F,} aby odwzorowanie {\displaystyle (f,x)\mapsto f(x)} było ciągłe względem topologii produktowej na {\displaystyle F\times X}.

## Definicje
Załóżmy, że {\displaystyle X,Y} są przestrzeniami topologicznymi, a {\displaystyle Y^{X}} jest zbiorem wszystkich przekształceń ciągłych z {\displaystyle X} w {\displaystyle Y.} Jedną z topologii na zbiorze {\displaystyle Y^{X}} jest topologia zbieżności punktowej {\displaystyle {\cal {T_{p},}}} której bazą zbiorów otwartych jest rodzina wszystkich zbiorów postaci
{\displaystyle U=\bigcap _{i=1}^{n}\{f\in Y^{X}\mid f(A_{i})\subseteq B_{i}\},}
gdzie każdy {\displaystyle A_{i}} jest podzbiorem skończonym przestrzeni {\displaystyle X,} a {\displaystyle B_{i}} jest zbiorem otwartym w {\displaystyle Y}. Zbiór {\displaystyle Y^{X}} można też interpretować jako nieskończoną potęgę kartezjańską, produkt jednakowych czynników. Topologia zbieżności punktowej jest topologią indukowaną przez topologię produktową na iloczynie kartezjańskim {\displaystyle {\underset {x\in X}{\operatorname {P} }}Y_{x},} w którym {\displaystyle Y_{x}=Y} dla każdego {\displaystyle x\in X.} Topologia {\displaystyle {\cal {T_{p}}}} jest jednoznacznie wyznaczona przez topologię w {\displaystyle Y,} natomiast od topologii przestrzeni {\displaystyle X} zależy jedynie zbiór funkcji należących do {\displaystyle Y^{X}.}
Silniejsza od {\displaystyle {\cal {T_{p}}}} jest topologia zwarto-otwarta {\displaystyle {\cal {T_{c-o},}}} w której bazą zbiorów otwartych są analogiczne iloczyny {\displaystyle U} z tym, że teraz każdy {\displaystyle A_{i}} jest podzbiorem zwartym przestrzeni {\displaystyle X}.
Topologia {\displaystyle {\cal {T_{c-o}}}} zależy od obu topologii: od topologii w {\displaystyle Y} i topologii w {\displaystyle X.} Jeżeli {\displaystyle X} jest przestrzenią zwartą, a {\displaystyle Y} przestrzenią metryczną, to topologia zwarto-otwarta przestrzeni {\displaystyle Y^{X}} jest identyczna z topologią zbieżności jednostajnej. Jeżeli zaś obie przestrzenie {\displaystyle X,Y} są metryczne, to w przestrzeni {\displaystyle Y^{X}} można wprowadzić metrykę zbieżności jednostajnej, której topologia, zwana też topologią naturalną na {\displaystyle Y^{X},} jest identyczna z topologią zwarto-otwartą.

## Kanoniczna bijekcja
Załóżmy, że {\displaystyle X,Y,Z} są przestrzeniami topologicznymi, a symbol {\displaystyle \mathrm {Map} (X,Y)} oznacza przestrzeń {\displaystyle Y^{X}} z topologią zwarto-otwartą. Rozważmy kanoniczne odwzorowanie
{\displaystyle \Gamma \colon \mathrm {Map} (X\times Y,Z)\to \mathrm {Map} {\big (}X,\mathrm {Map} (Y,Z){\big )}}
przyporządkowujące każdej funkcji {\displaystyle f\colon X\times Y\to Z} funkcję {\displaystyle g\colon X\to Z^{Y},} która z kolei każdemu {\displaystyle x\in X} przyporządkowuje funkcję {\displaystyle g_{x}\colon Y\to Z} określoną wzorem {\displaystyle g_{x}(y)=f(x,y).} Jeżeli przestrzeń {\displaystyle Y} jest lokalnie zwarta, a X jest przestrzenią Hausdorffa, to {\displaystyle \Gamma } jest bijekcją i homeomorfizmem.
Szczególnie doniosły (zwłaszcza dla teorii homotopii) jest przypadek, gdy w tym homeomorfizmie za {\displaystyle Y} podstawimy sferę n-wymiarową {\displaystyle \mathbf {S} ^{n}\ (n\geqslant 0)} i rozważymy przestrzenie topologiczne {\displaystyle X_{x^{\diamond }}} z wyróżnionymi punktami bazowymi {\displaystyle x^{\diamond }\!\in X.} Przez {\displaystyle \mathrm {Map_{*}} (X_{x^{\diamond }},Y_{y^{\diamond }})} oznaczmy podprzestrzeń domkniętą (w topologii zwarto-otwartej) przestrzeni {\displaystyle \mathrm {Map} (X,Y)} utworzoną z funkcji zachowujących punkty bazowe. Dla {\displaystyle n=1} otrzymujemy homeomorfizm
{\displaystyle \mathrm {Map_{*}} (\Sigma X_{x^{\diamond }},Z_{z^{\diamond }})\to \mathrm {Map_{*}} {\big (}X_{x^{\diamond }},\Omega Z_{x^{\diamond }}),}
w którym występuje zredukowane zawieszenie {\displaystyle \Sigma (X_{x^{\diamond }})} homeomorficzne z {\displaystyle \mathbf {S^{1}} \!\!\wedge X_{x^{\diamond }},} produktem ściągniętym przestrzeni {\displaystyle \mathbf {S} ^{1}} i {\displaystyle X_{x^{\diamond }}} oraz przestrzeń pętli {\displaystyle \Omega (Z_{z^{\diamond }})=\mathrm {Map_{*}} ({\mathbf {S} ^{1}}\!,Z_{z^{\diamond }}).} Jest to naturalna równoważność funktorów. Stała się ona punktem wyjścia dualności Eckmanna-Hiltona